# 丁香酸

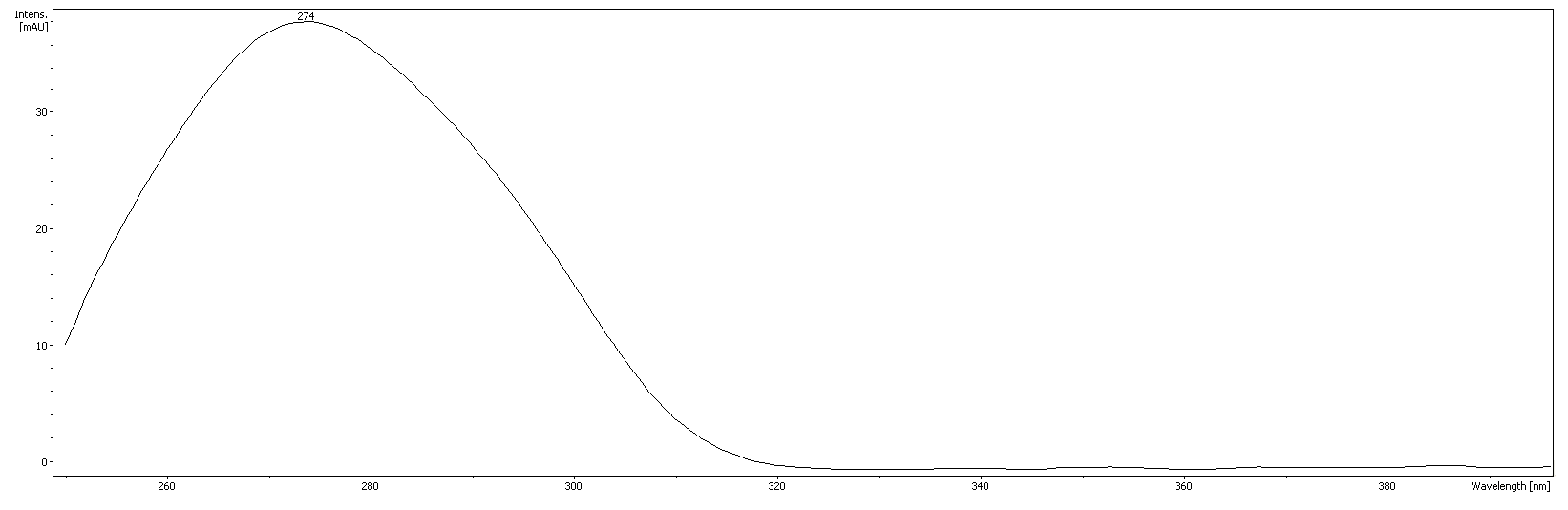
丁香酸的紫外光谱

丁香酸（英語：Syringic acid）是一种天然的 O-甲基三羟基苯甲酸化合物，存在于蘭嶼樹杞（Ardisia elliptica）中，可由3,4,5-三甲氧基苯甲酸在20%硫酸中水解脱甲基化合成。